# Archiwum Państwowe w Zielonej Górze
Archiwum Państwowe w Zielonej Górze – zostało powołane w 1953 roku.

## Historia
W latach 1945–1953 tereny ziemi lubuskiej były obsługiwane przez Wojewódzkie Archiwa Państwowe w Poznaniu i Wrocławiu. 1 sierpnia 1950 roku rozpoczął działalność oddział poznańskiego archiwum w Gorzowie Wielkopolskim obejmujący obszar Województwa Zielonogórskiego, który 29 marca 1951 roku przekształcono w Powiatowe Archiwum Państwowe w Gorzowie Wielkopolskim. W 1952 roku powołano Powiatowe Archiwum Państwowe w Szprotawie. 13 lutego 1953 roku powołano Wojewódzkie Archiwum Państwowe w Zielonej Górze, z siedzibą w Sulechowie, którego zadaniem było gromadzenie i przechowywanie materiałów archiwalnych, wytworzonych na terenie Województwa Zielonogórskiego. Archiwum wojewódzkiemu podporządkowano archiwa powiatowe w Gorzowie Wielkopolskim i Szprotawie, a w 1955 roku powołano Powiatowe Archiwum Państwowe w Międzyrzeczu.
Z powodu trudności lokalowych archiwum było tylko magazynem, dopiero w 1959 roku archiwum przeniesiono do pałacu w Starym Kisielinie, a w Sulechowie utworzono archiwum powiatowe. Powiatowe Archiwum Państwowe w Gorzowie Wielkopolskim przemianowano na oddział terenowy. W 1960 roku Powiatowe Archiwum Państwowe w Międzyrzeczu przeniesiono do Wilkowa koło Świebodzina, a w 1967 roku utworzono w Żarach filię archiwum w Szprotawie. Tak ustalona sieć archiwalna przetrwała do 1975 roku, gdy zostało okrojone na rzecz województw Gorzowskiego, Legnickiego i Leszczyńskiego. W 1975 roku przemianowano archiwa powiatowe na oddziały (Szprotawa z filią w Żarach) i ekspozytury (Sulechów i Wilkowo). Od 1979 roku archiwum posiadało zasięg tylko na terenie Województwa Zielonogórskiego, ponieważ Oddział Terenowy w Gorzowie Wielkopolskim z filią w Sulęcinie zostały podporządkowane WAP w Szczecinie.
W 1981 roku przemianowano filię w Żarach na Oddział Terenowy WAP w Zielonej Górze, a Oddział Terenowy w Szprotawie na Ekspozyturę. W 1983 roku zmieniono nazwę na Archiwum Państwowe w Zielonej Górze. W 1985 roku uległy likwidacji magazyny Ekspozytury AP w Sulechowie, a w 1989 roku zasób Ekspozytury przeniesiono do Wilkowa (Oddział Terenowy w Wilkowie AP w Zielonej Górze). W 2002 roku zlikwidowano Ekspozyturę w Szprotawie. W listopadzie 2013 roku archiwum przeniesiono do nowoczesnego obiektu, likwidując oddziały w Żarach i Wilkowie.
Dyrektorzy archiwum.
1953–1954 Tadeusz Mencel.
1954–1959 Roman Szczepaniak.
1954–1967 Alfred Kucner.
1967–1968 Adam Markusfeld.
1968–1972 Stefan Dąbrowski.
1973–1978 Henryk Dominiczak.
1978–1979 Florian Relis.
1979–1983 Jan Grzelczyk.
1983–1998 Jerzy Piotr Majchrzak.
1998–2022 Tadeusz Dzwonkowski.
od 2022 Beata Grelewicz